# 遊戲王ZEXAL角色列表
遊戲王ZEXAL角色列表是日本動畫及漫畫《遊戲王ZEXAL》（日语：遊☆戯☆王ZEXAL）中登場的人物一覽。

## 主角
九十九遊馬（Yuma Tsukumo）
聲優：畠中祐（日本）、伊藤實華（日本，幼年時期）、鍾少庭（臺灣）、張添勝（香港）
主角，心之地學園中學一年級，13歲。個性熱情、正義感強烈，秉持著「かっとビング」（勇往翔前）的精神決鬥，決鬥技術虽差却百折不挠、屡败屡战，曾创下和铁男决斗50连败的记录，但这从不影响遊马的热情，并认为只要决斗过就是伙伴。佩帶著父親留給他的項鍊「皇之鑰」。與奶奶和姐姐同住。
牌組繼承自父親，以「我我我魔術師」、「隆隆隆石人」、「怒怒怒战士」、「刷啦啦骑士」等四类帶有日文文字遊戲卡名的牌組組成的拟声卡组和魔人多维怪兽卡组，王牌是「No.39 希望皇 霍普」，后依次进化为「CNo.39 希望皇 霍普雷」、「CNo.39 希望皇 霍普雷V」、「CNo.39 希望皇 霍普雷·胜光」、「No.39 希望皇 彼岸超霍普」、「No.39 希望皇 霍普·源望」、「FNo.0 未来皇 霍普」，另外能与星光体进行灵魂叠放、多维成ZEXAL，并获得“闪光抽卡”和异热同心武器卡牌。
他為了取回好友鐵男因賭卡規則而失去的牌組，在與神代凌牙決鬥途中看見一扇神秘的大門，解開封印並得到了力量，但同時也被宣告即將失去重要之物。與門簽訂契約後，他遇見了正在蒐集編號怪獸以恢復自身記憶的阿斯特拉爾、並且得到了與阿斯特拉爾的靈魂相疊合的「ZEXAL」力量，獲得了決鬥勝利。
WDC篇中，與快斗和玉座一家相遇，並得知了大賽主辦人菲卡博士的陰謀以及另一個世界「巴利安世界」（又译异晶人世界，下同）的存在，在決勝戰ZEAXL化並擊倒了玉座之後，決定幫助受到巴利安（又译异晶人，下同）影響的玉座，與快斗、凌牙共同對抗菲卡博士。
ZEXAL II中，與偽裝成真月零的維克多成為好友，並從他手中得到「RUM-限制型巴利安之力」，但卻不知道這是他為了執行擊敗他的計策而做的行動，最終遭到真月零背叛，為突破困境、與阿斯特拉爾合體成ZEXAL II擊敗維克多。
之後、前往七個遺跡尋找編號怪獸，得知巴利安七皇身為人類時期的事。在與CNo.96 黑嵐一戰中，遊馬雖然取勝、阿斯特拉爾卻也犧牲。為了拯救阿斯特拉爾而前往阿斯特拉爾世界，救回他後、返回與巴利安七皇決鬥，並與千尊進行決戰。
從巴利安世界歸來後，遊馬與阿斯特拉爾進行決鬥，最終決戰中戰勝，後和阿斯特拉爾運用源數之力將快斗與巴利安七皇以人類身份復活。
阿斯特拉爾（Astral，星光）
聲優：入野自由（日本）、官志宏（臺灣）、張振熙（香港）
本作另一個主角，是從星光界而來的神秘生命體，決鬥技術高超，但除了決鬥以外的相關記憶都遺忘了，也沒有人類世界的常識。來到本世界的目的是收集失散的編號怪獸，以恢復記憶。似乎無法離開遊馬太遠，他總是漂浮在遊馬的身邊，休息時會進入皇之鑰內，這時可以離開遊馬，但反過來就無法離開皇之鑰。
相對於熱情的遊馬，個性非常冷靜，也因為記憶的缺失而顯得有些不近人情，但隨著與遊馬的一起行動，兩人的關係逐漸變成肝膽相照的同伴，也開始表現出人類的情感。
在人類世界沒有實體，除了遊馬，就只有晴人、玉座等少數特殊人物可以看見他。而在與異世界有關的力量影響下，也可以被他人所目擊。
遊馬要使用任何一張收集到的「No.」卡時，阿斯特拉爾必須在他的身邊，若他是在皇之鑰中遊馬就不能使用「No.」卡。除此之外在遊馬與有「No.」卡的對手決鬥時，遊馬也必須使用「No.」卡，這時他的生命力就會與遊馬在決鬥時的LP數值相關，若是遊馬戰敗就會有消亡的危險。
在遠古時期與千尊決鬥，儘管敗北卻仍將千尊成功封印，但自己也喪失記憶。在遊馬得到皇之鑰後與他相遇，並多次在戰鬥中助其取勝。在擊敗千尊後尋回所有編號怪獸並恢復記憶。
牌組與遊馬共用，王牌怪兽亦是「NO.39 希望皇 霍普」，但星光体另有「No.99 希望皇龙 霍普德拉古恩」

## No. 俱樂部
No. 俱樂部是等等力孝與武田鐵男一起提出的構想，目的是協助遊馬收集No.卡的信息。
觀月小鳥（Kotori Mizuki）
聲優：小松未可子（日本）、陶敏嫻（臺灣）、石梓晴（香港）
女主角，遊馬的青梅竹馬。原本對決鬥知識一竅不通，隨著觀看遊馬的決鬥，自己也學會了一些決鬥的技巧。牌組為小妖精牌組，王牌為「妖精啦啦隊少女」，但鮮少決鬥。
遊馬開始收集No.卡後，雖然非常擔心他但總是在旁替他加油，喜歡九十九遊馬，對接近他的其它女性感到吃味。
武田鐵男（Tetsuo Takeda）
聲優：嶋田真（日本）知桐京子（童年）、馬伯強（臺灣）、郭湛深（香港）植婉雯（童年）
遊馬的朋友及同班同學，使用以馬口鐵玩具為主題的機械族牌組，王牌為「铁皮大公」。
雖然經常在遊馬輸的時候取笑他，但其實心地善良、總是給他協助。
對神代璃緒一見鍾情。
等等力孝（Takashi Todoroki）
聲優：村田太志（日本）何志威（臺灣）、陳成港（香港）
遊馬班上的班長，口頭禪是「歸根究柢」。使用電腦程式牌組。
表裏德之助（Tokunosuke Otomeura）
聲優：金田晶（日本）、陶敏嫻（臺灣）、楊婉潼（香港）
遊馬隔壁班的學生，性格卑鄙，經常耍小手段，口頭禪是語尾助詞「哩」，使用許多具反轉效果的怪獸組成的牌組。
敗給遊馬後與他成為好友，將自己的超量怪獸「寶貝虎龍」送給遊馬。
凱西(另譯：小貓)
聲優：小林優（日本）、陶敏嫻（臺灣）、何凱怡（香港）
遊馬的同學，外號「Cat（キャットちゃん）」貓耳，使用貓主題牌組，王牌「雙尾貓女郎」。
身體輕靈、能做出像貓一樣靈敏的動作。原本個性內向，在認識遊馬後變得活潑而且積極，同時也愛上了遊馬。会说与遊马的勇往翔前「かっとビング」谐音的用语「喵往翔前 (キャットビング)」。

## 遊馬的勁敵
天城快斗（Kaito Tenjo）
聲優：內山昂輝（日本）、馬伯強／何志威（少年時期）（臺灣）、杜景煜（香港）
18歲。菲卡博士的長子，晴人的哥哥，身邊有一機器人「奧比塔爾7」隨侍。
牌組以銀河眼光子龍為王牌，並搭配以光子為名的光屬性怪獸，以快速召喚並輔助超銀河眼光子龍為決鬥主軸。
為了治療弟弟而奉菲卡博士之命奪去所有「No.」，因而與遊馬作對，之後得知了阿斯特拉爾的存在。
被阿斯特拉爾譽為所知所見的最強決鬥者。
22話為進行研究，擊敗凌牙後連同其靈魂與皇之鑰一併奪走。
曾因阿斯特拉爾說他和遊馬相似而生氣。
於皇之鑰的內部空間與阿斯特拉爾決鬥，此役遊馬與阿斯特拉爾覺醒ZEXAL。最終雙方戰成平手，快斗歸還凌牙靈魂後離去。
後為奪回被帶走的晴人和遊馬組隊對付Ⅲ和Ⅳ，與阿斯特拉爾共鳴並藉助晴人的力量覺醒"超銀河眼光子龍"。
在WDC中擊敗V，在準決賽因玉座的詭計而落敗。之後與遊馬、凌牙組隊對抗菲卡博士並獲勝。
後依照遊馬的願望與其進行真正的準冠軍賽並將其打敗。
在ZEXALⅡ中進行異次元研究，並協助遊馬對抗巴利安。
和巴利安七皇之一、同為銀河眼使用者的彌賽爾成為有一場命運對決。
在探訪遺跡時打敗金龍並獲得NO.46神隱龍 蛟子龍。
後透過調查得知創世龍的眼淚創造了地球，龍預知了這場災難，以自身封印源數代碼。而當光與時之龍於誕生之地(月球)相遇時，通往新世界的大門將會開啟。
和V研發出時空移動裝置，將遊馬送往星光界拯救阿斯特拉爾。
與心之地先生決鬥時，因受實體傷害導致視力、聽力受損。但仍選擇隱瞞遊馬一行人，抱著赴死的決心前往月球。
在月球戰勝了彌賽爾，並覺醒了源數代碼的鑰匙：NO.100 創造龍源數龍，但卻因為飛行船毀壞無法返回地球，最後氧氣供應不足而死亡。
對應NO.62銀河眼光子龍皇。
在遊馬和納許對抗千尊時顯現，提點遊馬召喚源數龍、打敗千尊後消失。
最終話因為源數之力的關係而復活。
在漫畫版裡，後來脫離菲卡博士陣營，單打獨鬥。
只要開啟光子模式，就能依稀看見阿斯特拉爾。
與凌牙決鬥時被陷害，兩人差一點送命，但是被遊馬以漫畫版SNo.39 希望皇‧霍普 One所救。
後來受到八雲興司以晴人要脅，只好繼續擔任No.獵人。
知道父親已死。
後來與遊馬決鬥時，想要中斷決鬥，卻遭到控制，後來被遊馬以SNo.39 希望皇 霍普 雷光打倒了No.95銀河眼暗物質龍，因此獲得解放。
在與八雲興司決鬥時，庇護了凌牙，後來因此得知了自身的命運，是遭到了e‧拉的操控，其父與晴人，皆遭到e‧拉的詛咒。
其身分是星光界的空之祭司。
後來因庇護遊馬而落敗，因遊馬的獲勝而復活，身上的No.都被阿斯特拉爾取回。
從遊馬口中得阿斯特拉爾降臨現世的緣由，不是為了毀滅，而是為了拯救。
漫畫版特別篇裡，是引發遊馬開門，引來星光界的使者：阿斯特拉爾的人，因為遊馬召喚出No.39 希望皇 霍普，決鬥盤無法承受能量而歸還靈魂並離開。
神代凌牙（Ryoga Kamishiro）
聲優：增田俊樹（日本）、何志威／陶敏嫻（幼年）（臺灣）、陳啟熾（香港）
外號鯊魚，牌組是以鯊魚為主題的水屬性怪獸組成，初期以R3超量怪獸為主。
曾因為妹妹在與IV決鬥時受重傷而憎恨IV，向他報仇但反遭陷害。故事初期被「No.17 海恶龙」操控，以賭卡規則取走鐵男的牌組。
WDC篇中得知妹妹受襲的真相，但仍不能原諒IV、同時向始作俑者玉座復仇，但反遭其操控、將遊馬視為復仇對象。在敗給遊馬後與其合作對抗菲卡博士。
ZEXAL II中揭露其前世是波賽頓海的統治者、受到國民愛戴的國王，傳說為〝無法守護國家的國王〞。與周圍國家一同對抗維克多，但在維克多以部下性命召喚控制被譽為海神的「No.73 激泷神 渊涛」而陷入了苦戰，甚至連妹妹都被捉住成為人質。
多魯貝透過巴利安的力量讓凌牙記起過去的記憶。回憶中凌牙為了向維克多報仇他殺害璃緒而挑起黑暗決鬥，最後雖然打敗維克多，但由於他們的決鬥導致雙方的士兵部下皆死亡。最後都被巴利安世界吸收，而凌牙死亡後成為巴利安七皇的領導者納許。
與其他巴利安人不同的是，兩人在年幼時期就已經在地球上生活，也沒有巴利安的相關記憶。後凌牙和璃緒選擇接受自己就是巴利安人的事實。
和Ⅳ進行激戰，用CNo.101 沉默的榮譽黑暗騎士的力量擊敗Ⅳ。後往返巴利安世界，卻在路途中遭到千尊控制。
得知一切後惱羞成怒地與維克多決鬥，並從遊馬與阿斯特拉爾口中得知，七皇的過去與記憶皆遭到千尊操縱、改寫。與遊馬合作打敗千尊，納許繼承了千尊的力量，並質疑阿斯特拉爾想要奪取源數代碼是為了毀掉巴利安，所以向兩人挑戰。後因發動的卡片效果自爆敗北，消失前拜託小鳥好好照顧遊馬。於第146話以人類身分復活。
持有的超百「No.」為「No.101 沉默的榮譽方舟騎士」、「CNo.101 沉默的榮譽暗黑騎士」。
在漫畫版裡，是個孤兒，後來接受瑠那的邀請，狩獵No.，目的為銷毀。
漫畫版的瑠那告知因遊馬與阿斯特拉爾淨化了他自身的黑暗，所以不會再被No.卡操縱。
與快斗決鬥時被陷害，兩人差一點送命，但是被遊馬以漫畫版的SNo.39 希望皇‧霍普 One所救。
因為遊馬救了他，所以略有改觀，借助漫畫版的瑠那的力量可以看見阿斯特拉爾。
在比賽時與八雲興司對決，不聽瑠那的勸告，導致異次元之門開啟，兩人的決鬥中斷。
因e‧拉的出現，得知了真相。
被阿斯特拉爾說，從另一意義上和e.拉同為由光生成的影。
其身分是星光界的海之祭司，為了庇護遊馬而落敗。

## 九十九家
九十九明里（Akari Tsukumo）
聲優：宮原永海（日本）、馮艾玫（臺灣）、陳雪瑩（香港）
九十九遊馬的姊姊，20歲，職業為居家的專職記者，運用網路挖掘新聞題材，擁有空手道三段的實力，也懂得黑客技術，駕駛摩托車的技術高超。
因為父親一馬的話而禁止遊馬決鬥，後來在決鬥庵看見了遊馬的成長才允許遊馬繼續決鬥。
由於父母在遊馬幼時便下落不明，因此身兼母親一職。在道德和教育上對遊馬均嚴格，但心裡常牽掛遊馬，像母親一樣照顧著他。
九十九春（Haru Tsukumo）
聲優：谷育子（日本）、陶敏嫻（臺灣）、馮詠恩（香港）
九十九遊馬的奶奶，70歲，個性溫柔敦厚且少生氣，不過生氣的原因多半是遊馬不吃早餐或是沒遵守飯前禮節，或是氣遊馬重要的事不說。
自遊馬和明里父母失蹤後便照顧他們；常暗中支持遊馬的決鬥，會為遊馬製作他決鬥的力量來源「決鬥飯糰」。
遊馬因差點敗給快斗，陷入迷惘時，也是她指點遊馬去決鬥庵。
知道小鳥對遊馬的心意，所以會故意安排兩人獨處的時間。
知道遊馬暗中從事極為危險的事，但是選擇默默等待並守護。
九十九一馬（Kazuma Tsukumo）
聲優：三上市朗（日本）、官志宏（臺灣）、陳力航（香港）
九十九遊馬的父親，為大學教授，為人豪爽，失蹤前常帶著遊馬四處探險，並告知其他世界及世界的盡頭的存在，決鬥也是他教遊馬的。
因被菲卡博士當成祭品開啟異次元之門，被吸入後生死不明。
第19話中，根據回憶，在發生意外，摔入次元裂縫時，似乎被阿斯特拉爾所救，並給予皇之鑰。
於第44話由V告知其存活，目前人在星光界，後遊馬與III決鬥時，出手打破紋章封印，並將遊馬託付給阿斯特拉爾。
失蹤前，要明里注意遊馬的決鬥，告知遊馬的決鬥會引發巨大的命運，為此明里禁止遊馬決鬥。
第99話透過飛行船，要遊馬和阿斯特拉爾去收集7張特殊的No.卡，很久以前就知道阿斯特拉爾和No.卡的存在。
其所做一切似乎表明了早已知道遊馬的未來，遊馬的徒手攀岩技巧就是一馬訓練出來的。
有每到一個地方冒險，就會留下〝霸者的硬幣〞當作證明的習慣。
在六座遺跡留下的〝霸者的硬幣〞是通往星光界的鑰匙，而〝霸者的硬幣〞是使用星光界的物質〝星光界礦石〞製成的，所以跟皇之鑰一樣，是不屬於這世界的東西。
預錄在彩虹栗子球裡的影像，拜托遊馬必須從艾立法斯手中救回阿斯特拉爾，因為阿斯特拉爾被判定為〝混沌〞。
第121話與未來一起在星光界的一角出現，兩人目送遊馬與阿斯特拉爾的離去。
第143話登場，與玉座使用自身的力量，暫時保護住現世與星光界。
第144話出現在皇之鑰的空間裡，與阿斯特拉爾交談，阿斯特拉爾說一切都在一馬的預料之中，且他也知道遊馬的真實身分到底為何。
是他為了阻止這場戰爭而將阿斯特拉爾送到遊馬的身邊。
並沒有插手阿斯特拉爾與遊馬的決鬥，只說不論決鬥結果為何，那都是阿斯特拉爾與遊馬所選擇的結果。
根據121話與144話的內容，九十九夫婦似乎不是遊馬的親生父母，而是遊馬選擇了他們做為自己的父母。
從星光界平安歸來，與未來一起繼續冒險。
在漫畫版裡，初期設定與動畫一樣，但不同的地方在於，他是自行打開了星光界的大門，也因此舉，驚擾到了e‧拉，讓她察覺到星光界派了阿斯特拉爾前來迎擊她。
在緊要關頭時出現，告知了遊馬與阿斯特拉爾關於星光界四大祭司一事，同時表明了遊馬、快斗、凌牙、八雲是其靈魂與力量之寄宿的存在。
九十九未來（Mira Tsukumo）
聲優：宮島依里（日本）、陶敏嫻（臺灣）、植婉雯（香港）
九十九遊馬的母親，與一馬一起下落不明。
是個溫柔，且個性不輸一馬豪爽的女性，一馬摔下裂隙時，曾一人獨自支撐。
與一馬一樣，知道遊馬在未來會引發巨大的命運，所以希望明里能陪在遊馬的身邊保護他。
似乎早已知道自己和一馬是無法陪伴遊馬很久的時間。
第121話與一馬一起在星光界的一角出現，兩人目送遊馬與阿斯特拉爾的離去。
說出〝遊馬選擇了我們〞謎般的話。
從星光界平安歸來，與一馬一起繼續冒險。
機器美
聲優：三瓶由布子（日本）、陶敏嫻（臺灣）、盧曉彤（香港）
本來是心園隨處可見的打掃機器人。被利用於珠寶竊盜，在逃跑時發生故障而沒跟上，後被遊馬修復，之後就住進遊馬家。喜欢对遊马说「笨蛋」、「笨手笨脚的」。
使用回收主題牌組，王牌怪獸：發條機甲 發條大王、再利用犀牛機器人。

## 菲卡博士相關
菲卡博士（Dr.Faker）
聲優：小川真司（日本）、何志威（臺灣）、周鑫霆（香港）
快斗跟晴人的父親，為稀世天才，心之地市與心之地樂園皆出自他手。牌組為廢鐵牌组，王牌怪獸「No.53 偽骸神心地」、「No.92 偽骸神龍心地龍」
於第60話正式出現在遊馬與阿斯特拉爾面前，藉由儀器的幫助而能看見阿斯特拉爾並與之交談。
為了尋找拯救天生體弱的晴人的方法，在得知開啟異世界之門的方法後是獻上兩個活人祭品後，犧牲九十九一馬與拜倫·弧光開啟異世界之門。後來與巴利安世界合作，巴利安使者要求毀滅星光界為交換，以巴利安的力量維持晴人的生命，為此命令快斗收集No.卡的力量，菲卡博士因此舉辦世界決鬥嘉年華大賽，來完成毀滅星光界的武器「球體場炮彈」。實際上所做一切皆為依附在身上的巴利安人操縱。在與遊馬、快斗、鯊魚3人決鬥時道出一切，被打敗後，附在身上的巴利安人脫離，菲卡亦隨之恢復原樣。之後與玉座一家人和好。
漫畫版中是為了救出靈魂被困於星光界的晴人而毀滅星光界，但因受到e‧拉的詛咒而病逝，因為其死訊被隱瞞，快斗與晴人淪為心之地先生的工具。
天城晴人（Haruto Tenjo）(另譯：天城陽斗)
聲優：三瓶由布子（日本）、陶敏嫻（臺灣）、石梓晴（香港）
天城快斗的弟弟。是除了遊馬外，第一個能看見阿斯特拉爾並與之對談的人。
個性溫柔，天生體質虛弱，而長期處於昏迷狀態，縱使偶爾醒來亦是精神衰弱的狀態，為此快斗不斷戰鬥找尋能拯救晴人的方法。
因為父親菲卡博士與巴利安使者的合作，從而得到巴利安世界的力量維持生命，但常會在關鍵時候意外發揮力量幫助快斗。
因為遊馬和阿斯特拉爾是救過他的人，所以也很喜歡他們，是除了哥哥快斗外，最相信的人，曾因為快斗一直忙於調查彌賽爾的事，遲遲不去探病，錯怪快斗不關心遊馬，而想自己去探病。
葛 許(另譯：左 膀、戈 什)
聲優：四宮豪（日本）、馬伯強（臺灣）、李家傑（香港）
19歲，世界決鬥嘉年華營運委員之一，和特洛瓦是青梅竹馬，性格豪爽，口頭禪是「興致」。初期牌組以豹鏢為主題，辭去營運委員後牌組主題為英豪，王牌是「英豪冠軍·王者之劍」。
因為德之助作弊之故，意外得知遊馬就是No.的持有者，同時也是原型體的附身對象。
和遊馬交手並敗陣後故意隱瞞遊馬是阿斯特拉爾附身的對象及持有No.這一情報，並辭去營運委員，以參賽者身分活躍，打贏羅賓後，鼓勵遊馬要晉升決賽，在決賽時，遊馬被狙擊，也趕來幫忙。
之後以「葛許‧星光俠」出道成為職業決鬥者，廣受小孩歡迎。同時告知他們「徬徨在競技場的拳鬥士的靈魂」這一傳說。之後協助對抗巴利安。
特洛瓦(另譯：右 臂、德魯雅)
聲優：深水由美（日本）、陶敏嫻（臺灣）、馮詠恩（香港）
19歲，世界決鬥嘉年華營運委員之一，跟葛許是青梅竹馬，個性沉穩冷靜，對快斗單方面有好感。牌組以幻蝶刺客為主題，王牌是「光子蝶刺客」、「光子亞歷山德拉女王」。
因為德之助作弊之故，意外得知遊馬就是No.的持有者，同時也是原型體的附身對象。
為了幫助快斗而刻意引誘玉座與之決鬥決鬥，敗北前拜託遊馬將她的思念寄托給快斗。
在葛許出道成為職業決鬥者時做為他的經紀人，同時告知他們「徬徨在競技場的拳鬥士的靈魂」這一傳說。之後協助對抗巴利安。
奧比塔爾7(另譯：軌道 7)
聲優：前野智昭（日本）、何志威（臺灣）、馬智灝（香港）
隨侍在天城快斗旁的萬能機器人，可以變成滑翔翼、摩托車，也能轉換為戰鬥模式。牌組以機器人為主題，王牌是「廢品眼太鼓龍」。
愛碎碎念，有點欺善怕惡；十分擔心天城兄弟，所以總是用盡心思的去照顧他們，是天城快斗最得力的助手。
在找尋資料途中突然喜歡上遊馬家的機器美，在此集誤會遊馬欺負機器美而跟他決鬥，後因太有自信而敗北，不過機器美仍答應跟它做朋友。

## 玉座一家
玉座
聲優：國立幸（日本）、根本泰彥（日文，成人時期）、陶敏嫻／鍾少庭（成人）（臺灣）、陳子瑩（香港）
玉座一家的家長，戴著面具的少年。右手有一紋章，使用「紋章」牌組，王牌怪獸是「No.8 紋章王基因組繼承者」、「No.69 紋章神‧盾徽」，具有奪走對方怪獸名字的能力。
本名為拜隆·阿克雷德❨另譯：拜倫·弧光❩，是一名科學家，過去與菲卡博士交情甚好，但因菲卡博士開啟巴利安世界之門而被吸入巴利安世界，為了回到現實世界而付出代價，回來時已變成少年模樣，甚至失去了半張臉。為此而向菲卡博士復仇而命令三個兒子收集No.卡。:在巴利安世界期間得到「紋章之力」，能產生空間扭曲用以移動，並對他人造成精神傷害、甚至奪取靈魂。三個兒子也擁有紋章之力。
與遊馬的決鬥後敗北、體認到自己的想法是錯誤的，將奪走的靈魂全數歸還後，原諒菲卡博士的行為，被球體場地吸入而消失。後來與兒子一同復活，以自己的力量阻止人類世界、星光界和巴利安世界碰撞。
Ⅴ
聲優：山本匠馬（日本）、馬伯強（臺灣）、陳成港（香港）
三兄弟中的長男，二十歲。以宇宙相關的機械族怪獸為主題，王牌卡是「No.9 天蓋星 戴森球」。
本名為克里斯多弗·阿克雷德❨另譯：克里斯多福·弧光❩，曾與父親拜倫一同與菲卡博士共事過，被快斗視為目標。知道拜倫的處境之後離開心之塔，跟隨自己父親進行一連串的復仇計畫。他透過催眠誘拐了晴人，被快斗擊敗後昏迷不醒，在玉座敗給遊馬後甦醒。
在ZEXAL II中再度出現，為遊馬開啟通往阿斯特拉爾世界的異次元之門。后再巴利安人進攻人類世界時，为了掩護遊馬一行人，與III挑戰彌賽爾，失敗后消失。後來巴利安世界跟人界融合解除後復活。
Ⅳ
聲優：細谷佳正（日本）、官志宏（臺灣）、陳漢祺（香港）
三兄弟的次男，臉上有一道疤。本名為托馬斯·阿克雷德❨另譯：湯馬士·弧光❩。使用以人偶為主題的機械族牌組「奇巧人偶」，使用「No.15 奇巧人偶 巨人殺手」、「No.40 奇巧人偶 天界懸絲」、「No.88 奇巧人偶 命運獅子」。
是極東區域決鬥大賽冠軍，有諸多粉絲。表面上性格紳士、但暗地裡以「粉絲服務（Fan service）」為名冷酷無情地痛宰其它決鬥者。
曾在大會決賽中以實體決鬥傷害璃緒而招致其怨恨，實際上是受玉座命令、在不知情的情況下發動會造成實體化傷害的卡片，雖然後來緊急取消攻擊，但造成璃緒重傷住院。
在WDC中敗給凌牙、陷入昏迷，甦醒之後與遊馬一同對抗巴利安七皇，敗給納許後消失。後來巴利安世界跟人界融合解除後復活。
Ⅲ
聲優：池田恭祐（日本）、何志威（臺灣）、何凱怡（香港）
三兄弟的三男，15歲，外貌中性。本名為米歇尔·阿克雷德❨另譯：米海爾·弧光❩。使用先史遺產主題牌組，王牌為「No.33 先史遺產 超兵器 天空之城」、「No.6 先史遺產 亞特蘭巨人」。
本性溫柔善良，但為了協助玉座而刻意以憎恨和憤怒的性格示人。為了玉座的計劃故意輸給神代凌牙。在敗給遊馬後表示遊馬是自己第一個也是最後一個朋友，把拯救家族的冀望交託給遊馬後昏迷。在玉座敗北後甦醒。
在ZEXAL II中與遊馬搭檔決鬥，並在之後對抗巴利安七皇時給予協助。为了掩護遊馬一行人，與V挑戰彌賽爾，失敗后消失。後來巴利安世界跟人界融合解除後復活，結局時轉入遊馬就讀的學校。

## 其他
六十郎
聲優：赤星昇一郎（日本）、官志宏（臺灣）、陳力航（香港）
決鬥庵的主人，是九十九春的熟人。教導遊馬珍惜、保護戰鬥怪獸，並視戰鬥怪獸為夥伴，後將決鬥庵秘傳牌組交給了遊馬。
闇川
聲優：山本匠馬（日本）、何志威（臺灣）、簡懷甄（香港）
六十郎的弟子，受到了「No.12 機甲忍者 紅蓮之影」侵蝕靈魂而走向黑暗面，曾破壞決鬥庵中的木雕戰鬥怪獸。使用「機甲忍者」系列怪獸為主軸的忍者牌組。
於第82話鼓勵師弟遊馬，不要因為迷惑而感到羞恥。並且跟遊馬說師父能看透我們徒弟的煩惱，並且交給遊馬師父送的兩張卡。
第124話再次登場，協助遊馬脫困並且對付巴利安七皇。
與六十郎一起搭檔對付七皇之一吉拉格，敗北後靈魂被巴利安世界吸收。
第144話被解放。
牌組以機甲忍者為主題，王牌怪獸是No.12 機甲忍者 紅蓮之影。
神月安娜（另譯：神月安奈）
聲優：持月玲依（日本）、陶敏嫻（臺灣）、陳子瑩（香港）
個性焦躁的女孩，曾是遊馬和小鳥的同學，因為名字發音相似而將遊馬與自己暗戀的對象築根優也搞混、因此非常討厭遊馬，乘著附大砲的飛行器追殺他，但決鬥後開始喜歡上遊馬。
之後來到遊馬的學校遊玩，因教授自己決鬥的師傅羽原海美以結婚為由宣布退出職業界，為了確認其心意、強迫遊馬與自己搭檔，和羽原海美及她的丈夫羽原飛夫進行雙人決鬥。在決鬥中被羽原海美道破心思，並了解到先前海美贈送自己的卡片「獻身的愛」的真義，在決鬥中發動了「獻身的愛」、以自己的生命值歸零為代價將決鬥寄託給遊馬。
之後再次登場、協助遊馬對付巴利安七皇。
牌組是以超高攻擊力的列車主題機械族怪獸組成，王牌怪獸超重型炮塔列車古斯塔夫最大炮。
奧平風也（Fuya Okudaira）
聲優：井口祐一（日本）、馬伯強（臺灣）、馮詠恩（香港）
為電視劇明星「超能者羅賓」的真正身份，本身的性格十分膽小，連細小的昆蟲都怕。
於第7話中，被「No.83 銀河女王」操縱身心。為永遠保持超能者羅賓的形象，在現實世界到處儆惡懲奸，後在遊馬幫助下恢復。
第45話與左膀對決時，個性已有改變，敗北後告知遊馬擁有以決鬥使人幸福的能力。
第124話再次登場，協助遊馬對付巴利安七皇。
與神月安娜一起搭檔對付七皇之一彌賽爾，敗北後靈魂被巴利安世界吸收。
第144話被解放，因遊馬要與阿斯特拉爾決鬥，所以想將牌組交給遊馬重組牌組，被拒絕。
對於阿斯特拉爾的真正實力感到吃驚。
王牌怪獸：超次元銀河機械人
神代璃緒（Rio Kamishiro）
聲優：潘惠美（日本）、陶敏嫻／馮艾玫（幼年）（臺灣）、楊婉潼（香港）
神代凌牙的雙胞胎妹妹，在第78話以前昏迷住院。
甦醒出院後，對巴利安之力十分敏感。
使用的牌組是凌牙親自幫她挑選的卡片所組成的。
雖然性格和哥哥一樣冷酷，不過本人表示是為了保護自己。
本性溫柔大方，也有開朗的一面，兄妹倆雖常常吵架，但是感情非常好。
在各項能力、才藝及課業上都有十分高水準的表現。卻很怕貓。
對自己的哥哥凌牙十分保護，出院之後就一直跟在凌牙身邊。
十分討厭遊馬叫她"鯊魚妹"。
確定神代兄妹皆為巴利安人後，阿斯特拉爾並沒有因此對神代兄妹抱有敵意。
因飛行船與多魯貝發生衝撞，意外得到了可以看見阿斯特拉爾的能力。
神代兄妹會變成人類是因為失去巴利安力量所導致。
因為納許被當成人質而被牽制，敗北後與多魯貝一起被維克多吸收。
父母皆亡於一場交通意外，與凌牙是生還者。
據水母前輩所言，神代兄妹應該已於當年的車禍中一並罹難。
選擇了與凌牙一起接受成為七皇的命運。
第146話以神代璃緒這一身份復活，擔任風紀委員。
目前會使用巴利安混沌抽牌抽出「RUM 七皇之劍」召喚CNo.應戰。
牌組構造：水屬性‧鳥獸族為主的牌组，巴利安人時則持有的超百「No.」為「No.103 神葬零孃 諸神之零」、「CNo.103 神葬零孃 諸神無限」。
北野右京
聲優：前野智昭（日）、馬伯強（臺）、陳漢祺（港）
登場於第3集，遊馬的老師，曾被「編號怪獸34號電腦獸 太位元組」所控制，並對心之地市的電腦系統放病毒，其實原本目的是想點亮一棟建築，使漏洞人的編碼能完整。
太一
聲優：內匠靖明（日）、官志宏（臺）
登場於第6集，為九十九遊馬﹑觀月小鳥及武田鐵男等人的同班同學。個性單純，而常上德之助的當。
陸王、海王
登場於第11集，不良少年，曾為「編號怪獸61號火山恐龍」和「編號怪獸19號急凍恐龍」的持有者。
金(另譯：精)
聲優：成田劍（日）、 官志宏（臺）、李家傑（港）
登場於第17集，占卜師，自稱天城快斗的手下，被「編號怪獸11號巨眼」及「編號怪獸16號色彩支配者 休克支配者」操縱身心,他總共擁有三張No卡。也擁有與快斗一樣的人造No.卡奪取能力,被快斗擊敗後靈魂被奪走。
武田鐵子
聲優：何凱怡（港）
登場於第19集，鐵男的姐姐。
國立走(另譯：國立翔)
聲優：齋賀光希（日）、馬伯強（臺）、譚禹晋（港）
登場於第27集，父親是知名教練，兩個哥哥都是知名選手，在足球家庭中成長起來的少年。他自己也有著過人的足球天賦，但因太過自命不凡而被哥哥們責怪，從而捨棄了足球，邁入了決鬥的世界。為遊馬WDC首戰的對手，在與遊馬的決鬥中意識到了自己的錯誤而回到了球場。
油壓庄兵衛
聲優：熊井統子（日）、 陶敏嫻（臺）、姜嘉蕾（港）
登場於第28集，非常喜歡重型設備的少年，個子不高但氣魄驚人，雖然夢想著可以操縱重型設備，但以現在的身高來說似乎略有困難，與遊馬在對重型設備帥氣度的認知上意氣相投，使用力量四溢的重機牌組。
矢最豐作
聲優：乃村健次（日）、 何志威（臺）、陳力航（港）
登場於第30集，和外表一樣為人隨和，但對於說蔬菜壞話、討厭吃蔬菜的人會表現出憤怒。平時勤於農耕，對喜愛的蔬菜進行品種改良，在蔬菜之中特別喜歡番茄，因為想在心之地市建造番茄主題樂園而參加大賽，和遊馬進行了一場特別規則的決鬥「蔬菜生死戰」。
查理·麥考伊
聲優：平川大輔（日）、 馬伯強（臺）、柯偉聰（港）
登場於第31集，冒險家兼寶物獵人，在世界中遊走。曾為「編號怪獸7號幸運條紋人」的持有者，大學時期的恩師為九十九一馬，因為非常憧憬一馬而成為了寶物獵人，過去也曾與明里有種種過往，且互相抱有好感。
真由美
聲優：姜嘉蕾（港）
登場於第31集，收到查理交付的幸運條紋人後，去執行高困難度手術的孩子。
速見秀太
聲優：江口拓也（日）、馬伯強（臺）、嚴鎮華（港）
登場於第35集，曾獲得新聞攝影頭賞的少年攝影師，擅長拍攝以兒童和動物為主題的溫暖照片。還默默無聞時曾經帶著照片去明里所在的編輯部投稿，卻沒有被總編採用。之後被「編號怪獸25號重裝光學攝影機 焦距之力」控制了靈魂，藉著那種力量拍攝了大量事故的現場照片，被解放後，現在又恢復到了以往暖洋洋的路線。
小久(另譯：小狗)
聲優：諸星堇（日）、莫曉晴（港）
登場於第39集，可以和狗交流的少女，雖然喜歡決鬥卻很內向，無法和他人決鬥，因此一直以狗狗忠吉作為決鬥對手。和凱西有很多共通之處，之後便通過決鬥與她心靈相通，使用以狗為主題的牌組。
狼(另譯：野狼)
聲優：勝杏里（日）、官志宏（臺）、袁德基（港）
登場於第50集，遊馬在世界決鬥嘉年華決賽的第一個對手。三人都使用「磁石牌組」。「墮落野狼隊（Fall Guys）」的首領，接受Ⅴ的委託攻擊遊馬。
胡狼 (另譯：豺狼)
聲優：道上拓人（日）、何志威（臺）、郭湛深（港）
登場於第50集，「墮落野狼隊（Fall Guys）」的成員。
郊狼
聲優：內匠靖明（日）、馬伯強（臺）、黃尉斯（港）
登場於第50集，「墮落野狼隊（Fall Guys）」的成員。
風魔
聲優：官志宏（臺）、馮瀚輝（港）
登場於第75集，來自巴利安世界的刺客。
片桐大介
聲優：宮野真守（日）、馬伯強（臺）、鄧燦陽（港）
登場於第76集，來到遊馬他們學校做一日講課的職業決鬥者。
神宮寺守
聲優：興津和幸（日）、馬伯強（臺）、潘昀雋（港）
登場於第77集，學生會長，任命等等力孝為特派風紀指揮官，嚴厲取締學生們違反校規。
有賀千太郎
聲優：伊藤陽佑（日）、馬伯強（臺）、何家裕（港）
登場於第78集，自稱愛與正義的漫研部部長。
八咫鳥
聲優：官志宏（臺）、黃尉斯（港）
登場於第79集，足球社的社長，想邀請璃緒擔任社團經理，後於92集和璃緒共同演出話劇。
花添愛華
聲優：南里侑香（日）、陶敏嫻（臺）、顧詠雪（港）
登場於第79集，遊馬的學姐，花道部部長。率領著人數眾多的花道部，很有領導風範，花道水平也很優秀，可以從插花中看出插花人的天性。被巴利安控制後與神代璃緒決鬥，使用以花草相關的卡片組成的牌組。
蝶野蛹
聲優：寶木久美（日）、陶敏嫻（臺）、楊頴詩（港）
登場於第80集，決鬥偶像，後於92集的文化季中在遊馬他們的學校現場演唱，並由凌牙擔任其貝斯手。
影之巨人
聲優：馬伯強（臺）、李家傑（港）
登場於第89集，出現於皇之鑰內的試煉之人。
羽原海美
聲優：園崎未惠（日）、馮艾玫（臺）、王綺婷（港）
登場於第92集，在職業決鬥界(尤其是組隊決鬥界)小有名氣的決鬥者。與之組隊的羽原飛夫無論公私都是她的搭檔。因曾教導過安娜決鬥，而被她視為姐姐一般敬仰。
羽原飛夫
聲優：中川慶一（日）、馬伯強（臺）、郭湛深（港）
登場於92集，職業決鬥者，和海美合作無間，無論公私皆為海美的搭檔。
伊莉絲
聲優：潘惠美（日） 陶敏嫻（臺）
登場於第120集，與璃緒擁有相同容貌的少女。

## 星光界
又稱阿斯特拉爾世界
確認了原本與巴利安界是同一個世界，只是有一天突然驅逐了所有擁有混沌的靈魂，其結果導致星光界的純淨，但是卻也失去了生命力，更因而導致星光界日漸衰弱。
艾立法斯
聲優：濱田賢二（日本）、何志威（臺灣）
星光界之神，擁有高階的地位。
是星光界所生出來的象徵。
能自由使用閃光抽卡和雙重升階。
將遊馬視為不應存在的混沌而企圖驅離，即使看見了因遊馬的力量而康復的星光界居民也不為所動。
接受遊馬的挑戰而決鬥，以若遊馬獲勝就將阿斯特拉爾釋放並歸還，若自己獲勝就奪走遊馬所有與阿斯特拉爾有關的記憶。
推估是將阿斯特拉爾封入水晶的人，因為遭到遊馬的混沌玷汙的阿斯特拉爾，是星光界所必須的升階關鍵，一馬所謂的處決，應該是指阿斯特拉爾必須重生。
敗北後承認遊馬與阿斯特拉爾的關係，在看見因星光界的居民的生命之光使阿斯特拉爾復活後，知道那是星光界的意志之意；協助兩人回去時，給了阿斯特拉爾一張卡，並將皇之鑰歸還給遊馬。
因為遊馬與阿斯特拉爾的牽絆給予了星光界全新的力量與道路，所以拜託兩人一定要找出迴避毀滅的未來。
在過去曾親眼目睹阿斯特拉爾與千尊的戰鬥。
遊馬在使用閃光抽卡時，因那光芒與過往使用閃光抽卡的阿斯特拉爾的光芒相似，所以對於遊馬的力量感到吃驚，敗北時，認為遊馬的光芒是指引這個世界走向全新道路的光芒，承認自己的使命已經結束。
讓遊馬回去人類世界時說過一句話：「當威脅世界的危機造訪時，將出現拯救世界的英雄，那就是ZEXAL。」
此話可知遊馬可能是〝ZEXAL〞的勇者。
面具因損毀而落下時，額上的紋路與阿斯特拉爾的胸前紋路相似。
第139話出場，將想自我犧牲承受毀掉源數網路所造成的能量逆流的阿斯特拉爾救出後，代替他承受所有力量。
消失前，將所有希望與未來全數託付給阿斯特拉爾與遊馬。
於最終話復活。
所使用的卡是(新秩序-階級(NO(New Order)))，擁有階級13的怪獸。
持有升階魔法卡 阿斯特拉爾之力
艾娜
聲優：合田繪利（日本）、陶敏嫻（臺灣）、廖杏茵（香港）
遊馬被攻擊後，出手救治並藏匿他的星光界女子。
拜託遊馬治療那些生病的星光界居民。
是她指引遊馬去到身負重傷，在水晶中沉睡的阿斯特拉爾身邊。
對遊馬並沒有表示出明顯的敵意。
告知遊馬星光界與巴利安界原本就是同一個世界，只是隨著時間的流逝而分裂成兩個。
知道遊馬與阿斯特拉爾是拯救星光界的唯一希望，所以不斷的對遊馬伸出援手。
稱呼遊馬為〝那位大人〞，在遊馬告訴他們活著的人與人之間的關係，才是升階的重要關鍵後，集結了所有星光界的居民的生命之光，使阿斯特拉爾復活。
其身分似乎也相當高階。

## 巴利安世界

### 巴利安七皇
巴利安七皇是巴利安世界中的統治階層，以北斗七星命名。七人在過去都是人類，雖然死後靈魂有進入星光界的資格，但由於千尊不希望星光界得到該七人的力量，在其死前的記憶動手腳，七人在死後於巴利安世界重生。
在人類世界行動時必須以人類的形態活動。
於故事尾聲，在源數之力影響下，全員以人類身份復活，並且以學生的身分與其他人一起生活，最後與遊馬一起前往星光界。
吉拉格(另譯：基拉古)
聲優：高口公介（日本）、何志威（臺灣）、陳力航（香港）
第一個來到遊馬所在的現實世界的巴利安人，為受多魯貝之命前來。
偽裝成個頭高大的學生混於學校中，並以「RUM-巴利安之力」卡片對部分學生洗腦控制，不斷向遊馬等人發出襲擊。
個性略為慵懶，但對於朋友十分重視（僅限於巴利安人的同伴）。雖然受命打敗九十九遊馬和阿斯特拉爾，但經常不認真執行任務而導致失敗。
牌組是以名字有「手臂」的怪獸為主軸的牌組。
第85話對遊馬等人發動大規模襲擊，並表明身分，但受到亞里特逼退，在亞里特敗北後發現其受到襲擊而昏倒，其話中留下的「真月」2字導致吉拉格對真月零發出挑戰。
第88話和遊馬、真月決鬥敗北後，被強制送回巴利安世界。
在第107話中證實其過去為屢建戰功而不居富的有名君主，但是這些戰功卻是由一隻小貍貓「碰太」所造就的，後來因為遭遇叛亂而死於戰亂之中，在叛變前趕走了碰太，成為傳說中「被背叛的名君」，對應「No.64 古狸 三太夫」。
為巴利安七皇首位已確認前世名字的人，前世之名為〝喜樂壯八〞。
碰太敗北後，否認碰太的話，並吞掉他，認為那些記憶全是子虛烏有，但仍感到違和感。
於第124話與七皇一起正式出現，六十郎、闇川進行激戰，勝利。
第127話被維克多(實際為千尊的影子)控制，告訴納許遊馬和阿斯特拉爾前往巴利安世界的消息。
第132話攔截遊馬等人，還在千尊的控制中。
第133話與亞里特一役中記憶甦醒，得知前世遭部下殺害而死為千尊主導，其後為保護遊馬免於遭維克多攻擊，代替他而遭到消滅，其力量被後者吸收。
臨死前與碰太相認，安慰遊馬，保護他只是因為他視為最好兄弟的亞里特，所賭命保護的人。
持有的超百「No.」為「No.106 巨岩掌 巨型之手」、「CNo.106 熔岩掌 巨型之手·红掌」。
亞里特(另譯：阿里特)
聲優：比上孝浩（日本）、鍾少庭（臺灣）、葉子楓（香港）
受到多魯貝之命而前來的第二個巴利安人。曾偽裝成一般學生混於學校中。
只對決鬥有興趣的單獨熱衷者，常以格鬥中的反擊作為自己的作風，個性頗為直爽，沒興趣的事就會顯得慵懶。
牌組是以「燃燒拳鬥士」系列怪獸（Burning Knuckler，簡稱BK）為主軸的牌組。
一度對小鳥一見鍾情，並因此向遊馬提出挑戰，在決鬥後更把遊馬視為勁敵，是巴利安人裡唯一對遊馬等人稱得上友善的人。
第85話中在吉拉格對遊馬等人發動大規模襲擊時，出手將其逼退，在其後正式以巴利安人身分對遊馬提出挑戰，在敗北後受到不明人士襲擊而昏倒（實為真月所出手），並且被彌賽爾帶回巴利安世界。
因為千尊的力量使他於第103話復活，並因此性情大變，後前往遺蹟奪取No.卡，因No.54的能力代價過於龐大，而交給被洗腦的葛許使用。
在第103-104話中證實其過去為與王子對決的強大的拳鬥士，但因為遭到莫須有的罪名而被處死，因為身為貴族的王子不可敗給身為奴隸的拳鬥士，死後靈魂因生前的遺憾，仍徬徨於拳鬥場上，成為傳說中「徬徨的拳鬥士」，對應「No.54 反骨斗士 狮心」。
想使No.54混沌化，但沒想到遊馬發動了陷阱卡〝疊放指標〞，吃下了雙方怪獸的攻擊總和而敗北。敗北時因感受到前世記憶而導致錯亂。
於第124話與七皇一起正式出現，和葛許進行激戰，勝利。
第127話被維克多(實際為千尊的影子)控制，並且追擊遊馬和阿斯特拉爾。
第130話因遊馬的孤注一擲而從中解放，後來協助遊馬，亦為了拯救其他七皇而開始奮鬥。
對著遊馬表明即使自己的過去遭到千尊操縱，但仍是巴利安七皇，只要阿斯特拉爾不放棄毀滅巴利安界就永遠都是敵人，可是現在是為了打倒千尊而與之聯手。
從此役甦醒的記憶得知自己的死是受到千尊操縱，當年的國王、大臣等均受到千尊的操縱，自己因極度不甘而被千尊誘惑，成為七皇。
第132話為救吉拉格，自遊馬手中取得No.64。
第133話為拯救吉拉格而以No.64擊敗No.106，卻因陷阱卡「最終反擊」的效果而敗陣，並於此役後死亡，其靈魂被維克多吸收。
持有的超百「No.」為「No.105 燃燒拳鬥士 流星手帶」、「CNo.105 燃燒拳鬥士 慧星拳帶」。
彌賽爾(另譯：米扎艾爾)
聲優：大河元氣（日本）、合田繪利（日文，幼年時期）、馬伯強（臺灣）
受到多魯貝之命而前來的第三個巴利安人。並沒有任何偽裝，而直接找上遊馬進行決鬥。
有著極高傲自大的氣勢，個性孤傲但卻堅持正當戰鬥。以「銀河眼之操縱者」自居，視同樣操縱銀河眼的天城快斗為勁敵，与快斗月球决战后被快斗称为真正的最强「驭龙使」。
因為孤傲的性格而對人類十分鄙視，同時也不爽維克多。
否認多魯貝對遺跡的猜測，對於遺跡所產生的奇怪感應嗤之以鼻。而對於金龍所說，他就是傳說中的勇者這件事徹底的否認。
在第105-106話中證實其過去為與龍一同戰鬥的勇者，因為當地發生天災，當地百姓又被鄰國的間諜灌注了錯誤的觀念，使得百姓們認為龍為不祥之物，直到最後彌賽爾仍守著龍，甚至打算自我犧牲換回百姓們的信任，卻遭進攻的鄰國攻擊，死於亂箭之下，成為傳說中「被誤解的龍之勇者」，對應No.46，是照顧金龍的人。
於第124話與七皇一起正式出現，和神月安娜、奧平風也進行激戰，用七皇之劍召喚〝超銀河眼時空龍〞取得勝利。
於第127話為了追殺遊馬與快斗而和Ⅲ、Ⅴ展開激戰,被Ⅲ奪走銀河眼時空龍後陷入混亂。
於第128話重整局勢之後，將銀河眼時空龍取回，並使用七皇之劍將〝銀河眼時空龍〞進化成為〝超銀河眼時空龍〞，以壓倒性的實力將Ⅲ、Ⅴ殲滅。
第133話追著快斗來到月球，從快斗口中得知更加詳細的龍之傳說，認為兩張銀河眼皆是巴利安界的東西。
第134~135話堅決否認過往的一切，卻沒想到阿斯特拉爾與遊馬告知他所想守護的巴利安人皆被與千尊聯手的維克多吸收，因此大受打擊，並得知自己所操縱的CNo.107乃是千尊的詛咒。
於135話從千尊的詛咒中掙脫，接受了快斗的託付，決定與千尊和維克多對決，為死去的七皇復仇，自快斗手中接過源數代碼之鑰─No.100 源數龍後，為了將這張卡片交給遊馬與阿斯特拉爾，趕往巴利安界。
敗北後根據被解放的真正記憶，年幼時因為家園毀於戰亂，僅彌賽爾一人倖存逃出，後被金龍所救，並被養育成人。
第138話趕上，從千尊手下救出納許與遊馬兩人，向千尊挑戰，並藉由發動〝龍皇的駕崩〞企圖同歸於盡，惜因千尊的卡片效果，卡片被置換為只有自己會遭受損傷的〝龍皇的寶牌〞，因卡片效果自爆敗北。
將No.100 源數龍交給遊馬，並說那是因為這是快斗的遺願，以及相信他是最後的希望。
持有的超百「No.」為「No.107 銀河眼時空龍」、「CNo.107 超銀河眼時空龍」，與其他七皇不同，僅CNo.107為千尊控制他的詛咒。
維克多   (另譯：貝庫塔)
聲優：日野聪（日本）、官志宏（臺灣）、（香港）
初登場於第71話，曾附身在菲卡博士身上的巴利安人，被遊馬打敗後一度消失。
繼吉拉格、亞里特和彌賽爾後來自巴利安世界的第四個刺客，為單獨前來，並披著大批風只露出臉。
是真月零的真實面貌。
性格狡猾且獨來獨往，其狡猾的程度甚至不惜利用并嘲讽同為巴利安人的夥伴；與吉拉格、亞里特、彌賽爾不合，也不被多魯貝所喜。
實際為故事前半季中，給予菲卡博士巴利安力量維持天城晴人生命的人，亦是將落入異世界的玉座救起並給予紋章之力的人。
透過利用菲卡博士、玉座兩人的野心奪取No.，但最後皆以失敗告吹。
第74話曾被亞里特形容為「做事磨磨蹭蹭的傢伙」。
用計離間遊馬與阿斯特拉爾，卻沒想到反讓他們重新覺醒成Zexal II，而吃下敗仗。
敗給遊馬後，因兩次計畫皆被遊馬破壞，仇視遊馬，與千年前被阿斯特拉爾打敗並封印的千尊簽下契約獲得力量，目前千尊寄宿於他的心臟。
進入遺跡時，感到奇怪的熟悉感，千尊也說過，自他的記憶深處得知No.所在地。
第101-102話中證實其過去為猜忌多疑無法相信他人的王子，因而將身邊的人一一處死，最後只剩自己，因為孤獨而自殺身亡，成為傳說中的「殘酷的王子」，對應「No.65 裁断魔人」。
第108話舉兵侵犯神代兄妹在前世所統治的王國，是目前已出現的巴利安七皇中，首位確認與其他七皇（納許、梅拉格、多魯貝）前世有明確關聯的人。
以部下的性命「血的代價」召喚控制被譽為海神的No.73，摧毀神代兄妹的王國，並抓住璃緒逼迫凌牙做出選擇。
兩度殺害神代兄妹，其一是統治波塞頓海王國的神代兄妹，其二是轉生成為巴利安七皇的納許與梅拉格。
即使不記得身為人類時後的事，但是對神代兄妹的執著似乎保留了下來。
後來被千尊固定在王座上。
在No.96企圖毀滅三個世界，並抓了遊馬等人於混沌領域決鬥時，在一旁觀看了全部過程。
於第124話與七皇一起正式出現，目前在旁側觀戰納許的決鬥。
於第126話，納許打贏Ⅳ後，出於壞心的計畫某件事。
第127話維克多(實際為千尊的影子)控制吉拉格和亞里特，讓吉拉格告訴納許遊馬和阿斯特拉爾前往巴利安世界的消息。
第131話出現在多魯貝與梅拉格面前，對他們揭示一切真相，企圖打倒、並吸收他們的力量。
第132~第133話打倒了多魯貝與梅拉格並吸收了他們的力量，隨後吸收了故意敗北的亞里特的力量，企圖攻擊遊馬時吉拉格推開遊馬代為擋下攻擊，亦吸收了吉拉格和No.64的力量。
第136話與納許展開決戰，企圖將納許打倒並吸收力量。
第137話中，顯示其前世為國王之子，在父王體力不支而無法繼續戰鬥後，被母親交代要繼承父親的王位。父王知道此事後大為憤怒，企圖殺死維克多，但因母親的阻擋而未死亡。此時千尊對其進行洗腦，使其親手殺死其父母。
第138話輸給納許並打算用得來的其他七皇的力量解決納許，但這時千尊出現並要把他吸收，遊馬出手救他，但他卻企圖拖遊馬下水，最終被遊馬感動放開了遊馬，並和遊馬道別，就這樣被千尊吸收而消失。
持有的超百「No.」為「No.104 假面魔踏士 閃光」、「CNo.104 假面魔踏士 阴影」。
多魯貝(另譯：德魯貝)
聲優：平川大輔（日本）、官志宏（臺灣）、黃龍傑（香港）
巴利安人中的首領（實為代替納許的首領），第95話在巴利安世界的魔藻海域正式現身。個性頗為耿直，為人冷靜並善於思考。
牌組是以「光天使」系列怪獸為主軸的牌組。
似乎十分仰慕納許。
在第99-100話中因為與遊馬等人的飛行船發生碰撞，而受重傷並且只能維持人類樣貌，以納許的名字做假名跟著遊馬等人行動。
後來因看得懂天馬遺跡的文字，對此深感困惑，因為遊馬和阿斯特拉爾救過他而幫忙，為了救出身陷機關的凌牙而現出真面目；開始懷疑巴利安七皇對應7張傳說No.和遺跡，且過去曾身為人類，話雖如此，仍堅決否認過去曾身為人類。
在第99-100話中證實其過去為駕馭天馬且忠誠耿直的騎士，在返回故鄉時，國家發生叛亂，直到最後仍相信叛亂者有著良心，最後與天馬不抵抗的被叛亂者殺死，成為傳說中「被背叛的騎士」，對應「No.44 白天马 天空天马」，是精靈天馬馬赫的主人。
第109話確認了與神代兄妹在前世有所關聯，與納許在前世為好友，騎著天馬前來幫助神代兄妹對抗敵人，換言之兩個遺跡的傳說是有相關性的，因為多魯貝是回到故鄉後，才知道自己的部下企圖掀起叛亂。
第二個確認與其他七皇有所關聯的七皇。
在海底迷宮遺跡裡，與阿斯特拉爾互相對峙，並目睹神代兄妹的前世，以及自己的過去。
第118話前去人類世界，企圖說服凌牙不是人類，而是統帥巴利安七皇的納許。
知道如果不承認自身過去曾是人類，就無法解釋遺跡的記憶，更不可能找到七皇裡，下落不明的納許與梅拉格。
後來親自找上凌牙，透過巴利安項鍊的力量讓凌牙記起過去的記憶。
於第124話與七皇一起正式出現，和特洛瓦進行激戰，勝利。
於第127話移動到彌賽爾和Ⅲ、Ⅴ戰鬥的區域，不巧被Ⅲ、Ⅴ打開的球體力場困住，和梅拉格在旁觀戰。
第132話因為維克多的陰謀，以及被揭示的真相所打擊，而動怒，後為了保護梅拉格而捨身，敗北後與梅拉格一起被維克多吸收。
於第146話復活，其所持有的七皇的力量要為了阿斯特拉爾使用。
持有的超百「No.」為「No.102 光天使 輝環」、「CNo.102 光堕天使 贵魔」。
納許   (另譯：納修)
聲優：增田俊樹（日本）、何志威（臺灣）
「神代凌牙」參照。
梅拉格(另譯：梅拉古)
聲優：潘惠美（日本）、陶敏嫻（臺灣）
「神代璃緒」參照。
千尊
聲優：壤 晴彥（日本）、宮本充（真ドン・サウザント，日本）、何志威（臺灣）、李家傑（香港）
巴利安世界的神，與維克多簽訂契約，目前寄宿在他的心臟。
千年前曾敗在阿斯特拉爾手上，因而被封印在巴利安界，仇視阿斯特拉爾。
根據第99話阿斯特拉爾的片段回憶以及第106話金龍的描述，兩人過去曾發生激烈戰鬥，最後化為兩道光碰撞後消失(類似Zexal的疊放)，而其結果導致巴利安界爆炸。
但是根據艾立法斯的記憶，兩人實際戰鬥的地點是星光界。
知道所有一切的真相，巴利安七皇轉生前及過去身為人類的一切，維克多殺害納許與梅拉格的事，還有神代兄妹是七皇之二的事，推估應該知道阿斯特拉爾為什麼會想毀了巴利安界的原因。
制造了幾張偽造的No.並複製成大量的卡，包括心之地先生和其部下所持有的在內，千尊製造的“偽造No.”共有一百萬張以上，並將其散布在人類世界，而表裏德之助就得到了其中一張（No.10 黑輝士啟明者，原型為No.10 白輝士啟明者），目前正聚集力量企圖摧毀星光界，企圖將巴利安界與現世融合在一起。
於第127話藉由維克多的外型(實際為自己的影子)控制吉拉格和亞里特。
第130話證實為是造成七皇的悲劇的元兇，因為七皇的遺跡封印了他的力量，且遺跡的No.與所製造用來控制七皇的超百No.相剋。
力量因為遺跡的封印解除而逐漸復甦。
所顯現的真正模樣外型與遊馬相似，頰上的刺青則與阿斯特拉爾相似。
除遊馬外，第二個能使用源數之力的人，因為巴利安界與現世融合，所以才能使用。
第141話被遊馬與納許擊敗而消失，但消失前說他的詛咒並不會消失，消失後自己全部的No.(包括超百No.)和自己的力量都到了納許身上。
超百No.皆為控制七皇的詛咒，與遺跡的No.相剋。
擁有「CNo.1000 夢幻虚神 原数天灵」，以及「CiNo.1000 夢幻虚光神 原数天灵·原数天地」（「混沌虚数编号卡1000 夢幻虚光神 原数天灵·原数天地」）。
No.96 黑霧（No.96 Black Mist）
聲優：入野自由（日本）、何志威（臺灣）、張振熙（香港）
於第20話登場，外型與阿斯特拉爾幾乎一模一樣，只是為黑色的，右眼也是與身體同樣的顏色，臉部的紋樣為紅色且沿著內側眼角，似乎擁有比阿斯特拉爾更多的記憶，其繫有的記憶為「這個世界(現世)的毀滅」。
個性可以說完全與阿斯特拉爾相反，甚至可說狡猾，其目的只為了追求毀滅。
說過〝如果阿斯特拉爾是光，那我就是黑暗〞，由此可推測No.96是阿斯特拉爾的黑暗面。
稱「No.96 黑霧」為自己的分身，想取代阿斯特拉爾成為最強的No.，和操控遊馬，但是遊馬除身體被他操控外，神智並未被他操控。
後遊馬假裝被他所操控，鐵男打敗他後被逃脫的阿斯特拉爾封印。
其存在似乎受到皇之鑰的壓抑，只要遊馬持有皇之鑰，沒有阿斯特拉爾的允許就無法自由行動。
遊馬對決葛許、特洛瓦時再次出現，取得其他No.的協助，企圖吸收阿斯特拉爾，但被遊馬與阿斯特拉爾的牽絆打敗，再次被封印。
第89話時第三度登場，告知阿斯特拉爾並沒有取回真正的記憶，協助打敗影之巨人後，留下了〝阿斯特拉爾總有一天會需要這份邪惡的力量〞這句話後就離開了。
第101話第四度出現，並和維克多合作，取得了巴利安的力量，成為「CNo.96 黑嵐」，同時外表也發生了極大的改變，變得與千尊極為相像，且雙眼皆為金色。
第110話將自維克多那裡得到的混沌力量壓制住，並自稱為神，而且企圖毀掉現世、巴利安界、星光界，抓了遊馬、阿斯特拉爾、小鳥、凌牙、快斗去到異世界，企圖打敗並吸收阿斯特拉爾。
奪走No.92與No.69，並使之Chaos化。
第111話敗給了遊馬與阿斯特拉爾，但是利用了殘存的力量對阿斯特拉爾攻擊，意圖同化阿斯特拉爾，但是阿斯特拉爾選擇同歸於盡。
第112話再次出現，不過被維克多吸收。
告知阿斯特拉爾是無法吸收CNo.的記憶，同時只擁有〝光〞的阿斯特拉爾，如果缺少No.96的〝闇〞，是無法操縱源數代碼的。
是阿斯特拉爾與千尊在過去發生衝突時，殘留在阿斯特拉爾體內的千尊的力量。
牌組構造：食惡牌組
王牌怪獸：「No.96 黑霧」、「CNo.96 黑嵐」

### No.精靈
於遺跡中出現，守護No.與七皇記憶的精靈。
馬赫
聲優：千葉進步（日本）、馬伯強（臺灣）、陳成港（香港）
第一個遺跡出現的精靈，對應No.44。
所守護的遺跡是天馬遺跡，是與多魯貝相關的遺跡。
設下陷阱，迫使遊馬為了救凌牙與納許(多魯貝)而決鬥。
所設計的陷阱是如果不攻擊，那那兩人就只能坐以待斃。
敗北後承認自己就是傳說中，守護騎士直到最後一刻的天馬之化身。
將信念託付給遊馬與阿斯特拉爾。
卡片目前在遊馬身上。
所守護的遺跡是後來為了祭祀騎士與天馬所蓋的神殿。
牛頭人
第二個遺跡出現的精靈，對應No.65。
為傳說中的「殘酷的王子」的遺跡，被No.96 黑霧打敗卡片因此被他奪走。
自No.96 黑霧在111話被遊馬打敗並消失後，牌組目前未知。
所守護的遺跡是維克多生前所居住，並於此自殺的城堡。
巨掌
第三個遺跡。決鬥場中間會講話的巨掌(非精靈)，對應No.54。
為傳說中的「徬徨的拳鬥士」的遺跡，在遊馬發動了陷阱卡〝疊放指標〞，亞里特吃下了雙方怪獸的攻擊總和而敗北。
亞里特敗北後卡片目前在遊馬身上。
所守護的遺跡為亞里特生前於此戰鬥，亦是於此遭到處刑的競技場。
金龍
聲優：緒方賢一（日本）、官志宏（臺灣）
第四個遺跡出現的精靈，對應No.46。
有點為老不尊，敗北後坦承自己就是傳說中的神龍，並告訴因為感覺到異狀而前來的彌賽爾，他就是傳說中的那位勇者，間接告知遊馬等人七皇過去曾為人類。
拜託快斗阻止過去他曾親眼目睹的戰爭，並將No.46託付給他，而此戰爭實為阿斯特拉爾與千尊的戰鬥。
雖然其信念是阻止戰爭，但諷刺的是，其封存的記憶，是阿斯特拉爾的第三個使命：毀滅巴利安界。
當快斗去到隱藏遺跡時，告知銀河眼的傳說與源數代碼的由來，還有創世之龍預知並為了阻止這個危機，使用了No.的力量，在源數代碼上施加了封印。
在彌賽爾逃出因為戰亂而滅亡的家園後，救了他並扶養他長大。
卡片目前在快斗身上。
所守護的遺跡為幻象，是彌賽爾生前與金龍一起居住的地方，但下方有其隱藏遺跡。
碰太
聲優：白石涼子（日本）、馮艾玫（臺灣）
第五個遺跡出現的精靈，對應No.64。
在吉拉格因看見電視轉播後，前往決鬥庵，但隨即被附身並與之交換人格。
是隻小狸貓，稱吉拉格為〝喜樂大人〞，且非常仰慕他。
吉拉格前世所立下的戰功實為碰太所造就的。
於決鬥過程中數次與遊馬交換身體，害遊馬吃足苦頭。敗北後將No.託付給他。
敗北後一直很希望吉拉格能回想起過去的一切，卻被吃掉。
第133話因吉拉格掙脫詛咒再次出現。
卡片目前在遊馬身上。
為吉拉格生前的遺跡。
最後與吉拉格一起生活。
深淵
聲優：佐々木勝彥（日本）、馬伯強（臺灣）
第六、七個遺跡出現的精靈，對應No.73。
呼喚璃緒的人，利用海底遺跡的迷宮將凌牙引導至王宮前。
操縱璃緒，逼迫凌牙決鬥。
因不斷的逼迫凌牙，甚至以抹消璃緒之存在做為威脅，差點讓凌牙崩潰，幸因遊馬的阻止和璃緒的化身No.94的出現凌牙才得以獲勝。
其所作所為皆因凌牙之前世的命令，為了不讓悲劇再度發生，而有其必要喚醒過去的記憶。
是他在神代兄妹第二次遭到維克多毒手時將之送往現世，卻還是無力阻止悲劇再次發生。
2張卡片目前在凌牙身上。
所守護的遺跡為兄妹倆生前成長、居住於此的波塞頓海王國的王城。

### 刺客
心之地先生（Mr.Heartland）(另譯：心園先生)
聲優：小杉十郎太（日本）、官志宏（臺灣）、黃尉斯（香港）
心之地市市長。也是世界決鬥嘉年華的主辦人。口頭禪是「心靈燃燒！（Heart Burning！）」，後改成「Fly Burning！」。
於第68集因奧比塔爾7的活躍，摔入通往異世界的入口後下落不明。
第99話再次登場於巴利安世界，但是卻變成了小蟲的模樣。
第112話被維克多以巴利安力量恢復成人形，從此變成巴利安世界的人,
帶著3名刺客和3張No.前去襲擊遊馬等人。
持有一張假No.卡 「No.1 感染症 賽布爾邪神」。
企圖說服遊馬以交出No.和洗去記憶的方式重回過往的生活，但是遭到遊馬拒絕。
3名刺客被遊馬的同伴打敗後，第122話準備攻擊人類世界，在123話被遊馬打敗後被假No.卡(No.1,No.2,No.3,No.4)燃燒消滅。
跟七皇不同，其姿態為蒼蠅。
在漫畫版裡一出場就已經表明身分，能藉由儀器的幫助看見阿斯特拉爾。
後被八雲興司所打敗。
蟬丸
聲優：松田健一郎（日本）、馬伯強（臺灣）、何家裕（香港）
第一個出現的刺客。
使用從心之地先生手裡取得的假No.卡「No.3 地獄蟬王 蝗蟬之王」為王牌作戰，牌組為蟬牌組。
能奪取他人記憶，個性狂妄。
跟七皇不同，其姿態為蟬。
水母前輩
聲優：安原義人（日本）、馬伯強（臺灣）、簡懷甄（香港）
第二個刺客。
使用從心之地先生手裡取得的假No.卡「No.4 猛毒刺胞 隱形海怪」為王牌作戰，牌組為水母牌組。
先潛入醫院對璃緒下毒，後來偷襲為了確認自身是否為人類還是巴利安人的凌牙。
敗北後回想起凌牙是當年他因為在逃避警察追趕時，撞上的車裡乘客之一，據本人所言，神代兄妹應已於該場車禍一同罹難。
跟七皇不同，其姿態為水母。
蚊忍者
聲優：矢部雅史（日本）、官志宏（臺灣）、劉達斌（香港）
第三個刺客。
使用從心之地先生手裡取得的假No.卡「No.2 蚊學忍者 暗影蚊」為王牌作戰，牌組為蚊忍者牌組。
切斷電源，企圖阻止遊馬前往星光界，即使成功了，也會破壞機器，讓遊馬回不來。
在此之前已讓快斗中了幻術。
跟七皇不同，其姿態為蚊子。

## 漫畫版角色

### 心之地吉祥物
玉米船長
心之地的三大吉祥物之一。
負責雲霄飛車的區塊。
原本是卡在古羅盤中的一粒玉米，因為菲卡博士的實驗，意外得到了靈魂。
個性狡詐，不過頗受小孩歡迎。
在與遊馬決鬥時，即將敗北時，改變了軌道意圖讓遊馬與阿斯特拉爾因為意外而敗北，不過因凱西即時將軌道拉回正軌，所以敗北。
敗北後變成了一堆爆米花。
持有No.50 黑玉米號。
牌組是以玉米為主的植物族牌組。
雷電閃光
心之地的三大吉祥物之一。
負責地下飆車場。
原本是一枚電子，因為菲卡博士的實驗，意外得到了靈魂。
個性頗為正直，很受歡迎，不過因為自身是電子所轉化成的，不能接觸他人，一旦接觸了，就會讓人觸電。
因為遊馬莽撞的直接衝入河流，搶到了領先，因此敗北。
敗北後，靈魂即將消失之際，拜託遊馬跟他握手。
很嚮往人類的溫暖，消失後，阿斯特拉爾說他是孤獨的決鬥者。
持有No.91 雷電閃光龍。
牌組是以帶有雷電之名怪獸構成。
可倫
心之地的三大吉祥物之一。
負責娃娃屋。
原本是凱西的娃娃，後來被丟棄，因此懷有怨恨，被心之地先生帶回後，被給予了靈魂。
個性嬌縱。
因為過去受到的創傷而固執，最尊敬的人是一起住在娃娃屋裡的迪美特爺爺。
因為不亂健無法攻擊女性怪獸，所以被遊馬以我我我少女逆轉。
敗北後，因為決鬥中的實體傷害，導致了娃娃屋起火，靈魂即將消失時，被迪美特爺爺所救。
因為敗北與失去了棲身之所，後接受了遊馬的邀請，住進了遊馬的房間。
可以看得到阿斯特拉爾，偶爾會吐槽阿斯特拉爾。
暱稱為小可倫。
持有No.22 不亂健，暱稱為小健健。
牌組是以各種娃娃為主的怪獸構成。

### 原創人物
瑠那
為了不讓來自星光界的使者‧阿斯特拉爾毀掉現世，邀請凌牙狩獵並毀掉No.。
個性理智，在狩獵No.前，是菲卡博士手下的研究員之一。
因為參與研究之故，所以知道一定程度的真相，包含了為了救晴人，結果導致晴人的靈魂被困在星光界，因此導致一切事由。
給了凌牙No.47 夢魘鯊。
將所知一切真相告知了遊馬與阿斯特拉爾，並指責阿斯特拉爾是星光界派來，帶來毀滅的使者。
有著不惜一切，即使背負重罪也想拯救現世的決心。
後來與快斗一起合作，繼承菲卡的異次元研究。
八雲興司
聽令於菲卡博士的決鬥者。
個性冷酷、狡詐，為達目的不擇手段。
決鬥技術很好，過去曾為了尋回自幼失聯的弟弟八雲優司而參加決鬥比賽。
在凌牙的放水下獲得決鬥冠軍，並與弟弟重逢，然而事後得知此人是由別人偽裝，真正的弟弟早已死於他人之手。
之後這名假冒者被八雲所產生的黑暗所殺。
因弟弟八雲優司之死而性情大變，並開始厭惡凌牙所做的一切。
菲卡博士死亡後，開始露出真正目的。
也就是收集No.，利用靈魂在星光界的晴人，強行撬開通往異界的道路。
持有多張空白No.。
牌組構成是以審判和七宗罪為主。
後與遊馬、快斗和凌牙決鬥，即將敗北之際由艾拉接手。
後證實其是被寄宿在身上的艾拉所操控。
真正身分為星光界的陸之祭司。
因為後悔先前的一切，幫助三人創造新的No.。
艾拉被打敗後，靈魂也獲得解放，並與凌牙取得和解。
身上的No.全數被阿斯特拉爾收回，並從遊馬口中得知阿斯特拉爾降臨於此世的真相。
八雲優司
八雲興司自幼失散的弟弟。
養父母破產後，拋棄了他，流浪時，遇到了與自己長的一樣的人，並與之一起生活。
因為八雲興司獲得了優勝，所以遭到殺害，並被頂替。
〝優司〞後來因為被識破其身分，故遭到得知完整真相的八雲興司殺害。
e·拉
寄宿在八雲興司身上的女性。
其外表與動畫版的千尊相似，與阿斯特拉爾熟識。
阿斯特拉爾說她是誕生自希望的光之中的影子，也就是給予絕望，摧毀希望的破壞神，只要誰的絕望與黑暗吸引她，她就會穿越次元的影子來到那人的身邊。
親言阿斯特拉爾並非自星光界降臨於現世的毀滅使者，相對的，阿斯特拉爾反而是為了打倒她，才會降臨於現世。
是她詛咒了晴人，以及菲卡博士，從而導致了天城一家的分裂，也因為她被八雲興司的絕望所吸引，所以才會憑依在他的身上，造成了其性情大變。
敗北後，被阿斯特拉爾以自我犧牲的方式封印住。